# Rhinolekos britskii
Rhinolekos britskii är en fiskart som beskrevs av Martins, Langeani och Costa 2011. Rhinolekos britskii ingår i släktet Rhinolekos och familjen Loricariidae. Inga underarter finns listade i Catalogue of Life.